# 指定通話定額
指定通話定額（していつうわていがく）とは、auブランドを展開するKDDIおよび沖縄セルラー電話が2009年8月10日にサービスをスタートした音声通話定額である。別称『ガンガントーク』。

## 概要
月額390円（税込）で指定したau回線（3回線まで）に対する音声通話、Cメールの料金が24時間無料になるサービス。テレビ電話は60％オフになりプランEもしくはパケット割引サービス未加入時のEメールの割引はない。プランEに加入した場合は他社・PC宛を含む全てのEメール送受信も24時間無料となりパケット割引サービスに加入した場合も割引サービスごとのパケット単価が適用される。家族割に加入している回線は指定できない（誰でも割と併用で家族間通話が無料のため）。オプションサービスのため、基本料金と合わせた最低価格は1170円（プランEシンプル＋誰でも割＋指定通話定額）である。適用は原則翌月からだが新規契約した時に限り当月適用との選択が可能。また、指定割との併用も不可である。価格やサービス内容からソフトバンクモバイルがかつて提供していたLOVE定額の再来と見る向きもある。2009年11月現在、他社に家族間以外の特定相手との音声通話定額サービスは存在しない（ただしウィルコムやイー・モバイルは一部プランで同社内の24時間通話定額を提供している）。
なお、プリペイド契約を除くcdmaOne/CDMA 1X/CDMA 1X WINのいずれの端末でも利用可能であるが、cdmaOne/CDMA 1X端末についてはサポートプランを除き旧1X用料金プランと本オプションの併用が不可能なため2007年11月以降の統一料金プラン（＝旧1X WIN用プラン）に変更してから申し込むことが必要である。

### 適用可能な料金プラン
- プランE（CDMA 1X WIN端末のみ利用可能）
- プランEシンプル（CDMA 1X WIN端末のみ利用可能）
- プランSS
- プランSSシンプル
- プランS
- プランSシンプル
- プランM
- プランMシンプル
- プランL
- プランLシンプル
- プランLL
- プランLLシンプル
- デイタイムS
- デイタイムSシンプル
- デイタイムL
- デイタイムLシンプル
- シンプルプランS（2008年10月31日で新規受け付け終了）
- シンプルプランL（2008年10月31日で新規受け付け終了）
- サポートプラン（cdmaOne/CDMA 1X端末のみ利用可能、2009年8月9日で新規受け付け終了）

### 併用できる割引サービス
- 年割
- 誰でも割
- ガク割（cdmaOne/CDMA 1X端末のみ利用可能、2009年8月9日で新規受け付け終了）
- 家族割
- スマイルハート割引
- ダブル定額
- ダブル定額ライト
- ダブル定額スーパーライト
- パケット割WINミドル
- パケット割WINスーパー
- パケット割（cdmaOne/CDMA 1X端末のみ利用可能）

### 併用できない割引サービス
- 指定割

## 料金

### 月額利用料金
- 月額390円（税込）

### 通話・メール料金
- 音声通話
指定した相手に対しては無料、その他の相手に対しては通常の料金がかかる。

- テレビ電話
指定した相手に対しては60％オフ、その他の相手に対しては通常の料金がかかる。

- Cメール
指定した相手に対しては無料、その他の相手に対しては通常の料金がかかる。

- Eメール
通信先が指定内/外問わずに通常の料金（1パケット0.2円）がかかる。ただしCDMA 1X WIN端末においてはプランE/プランEシンプルを利用することによってEメールが相手を問わず送受信無料となる（メール定額制を参照）。その他のプランの場合もダブル定額、パケット割WIN/パケット割等に別途申し込むことによって割引を受けることが可能である。